# Kumo no Mukō, Yakusoku no Basho
Kumo no Mukō, Yakusoku no Basho (雲のむこう、約束の場所?  lit. Más allá de las nubes, la tierra prometida), conocida en España como El lugar que nos prometimos, es una película de animación japonesa de drama, guerra y ciencia ficción, del año 2004 escrita, dirigida, producida, cinematografiada, editada y narrada por Makoto Shinkai en su debut cinematográfico.
Ambientada en una época ucrónica donde la Unión Soviética ocupa la isla japonesa de Kyūshū, la película sigue a dos amigos de la infancia que se separan después de que uno de sus amigos desaparece; a medida que aumenta la tensión internacional y una misteriosa torre construida por la Unión comienza a reemplazar la materia a su alrededor con materia de otros universos, se cruzan una vez más y se dan cuenta de que su amigo desaparecido podría ser la clave para salvar el mundo.

## Voces
A continuación el listado de actores y actrices que prestaron sus voces para interpretar a cada uno de los personajes. El listado solo incluye el doblaje japonés:
| Character         | Actor de voz      |
| ----------------- | ----------------- |
| Hiroki Fujisawa   | Hidetaka Yoshioka |
| Takuya Shirakawa  | Masato Hagiwara   |
| Sayuri Sawatari   | Yūka Nanri        |
| Profesor Tomizawa | Kazuhiko Inoue    |
| Maki Kasahara     | Risa Mizuno       |
| Okabe             | Unshō Ishizuka    |
| Arisaka           | Hidenobu Kiuchi   |